# Куриловка (Харьковская область)
Куриловка (укр. Курилівка) — село, Куриловский сельский совет, Купянский район, Харьковская область, Украина.
Код КОАТУУ — 6323783501. Население по переписи 2001 года составляет 3620 (1672/1948 м/ж) человек.
Является административным центром Куриловского сельского совета, в который, кроме того, входят сёла
Новоосиново,
Подолы и
посёлок Песчаное.

## Географическое положение
Село Куриловка находится в 12 км от Купянска на реке Лозоватка, выше по течению на расстоянии в 2 км расположен посёлок Песчаное, ниже по течению примыкает к пгт Купянск-Узловой.
Через село проходит железная дорога, станции Куриловка и Платформа 832 км.
Рядом проходит автомобильная дорога Р-07.

## История
- 1775 — дата основания.
- В годы войны 908 жителей села воевали на фронтах в рядах Советской армии; из них погибли 352 воина; 226 были награждены боевыми орденами и медалями СССР.[1] В селе похоронен погибший советский лётчик И. И. Чучвага, совершивший подвиг и удостоенный звания Герой Советского Союза.[1]
- В 1976 году в селе было 1420 дворов, население составляло 4794 человека.[1]

В Куриловке была деревянная церковь Иоанна Богослова — вероятно, одна из старейших церквей Харьковской области. Её построили в Купянске как церковь Петра и Павла, позже перенесли на хутор Гнилицкий (современная Петропавловка), а позже продали в Куриловку, где её переосвятили в честь Иоанна Богослова. В 1930-е годы в церкви было устроено зернохранилище, а позже — кинотеатр и военная столовая; колокольня и купол были разрушены. В 1990-х — 2000-х годах церковь отреставрировали. Осенью 2022 года она была уничтожена в боях в ходе контрнаступления на востоке Украины.

## Экономика
- Молочно-товарная и птице-товарная фермы.
- Куриловское сельпо.
- Купянский литейный завод, ОАО.
- ООО «Надия».
- Купянский аэродром.

## Объекты социальной сферы
- Куриловская амбулатория семейной медицины.

## Религия
- Свято-Иоанно-Богословский храм[5] (уничтожен в боях 2022 года)[4].